# Labrodon multidens
Espèce
Lachnolaimus multidens est une espèce éteinte de poissons de la famille des Labridae.

## Description
S. Jonet indique que le type de cette espèce provient du Miocène du bassin de Vienne. Il est rattaché par Emanuel Paul Dica en 2012 au genre Lachnolaimus, et non plus Labrodon.